# Villa de Valverde
La Villa de Santa María de Valverde, o simplemente La Villa, es la capital del municipio de Valverde y de la isla española de El Hierro desde su conquista a inicios del siglo XV. Se ubica en la antigua localidad bimbache (primitivos pobladores de la isla) de Amoco. 
En ella se encuentran instituciones como el Cabildo Insular de El Hierro. Es la única capital insular que no se encuentra en la costa, ubicándose a una altitud de 571 m s. n. m.
El nombre proviene de los antiguos bosques de laurisilva y fayal-brezal que cubrían la zona, hoy convertida en pastizales. En los primeros momentos, Valverde fue una pequeña localidad de pastores que llevaban sus rebaños a la meseta de Nisdafe, hasta que las autoridades señoriales ubicaron en ella las funciones administrativas, militares y religiosas, obteniendo el título de villazgo.
La capital herreña está formada por un entramado de empinadas callejuelas, casas encaladas y amplios jardines. Tres barrios conforman la capital: Tesine, La Calle y El Cabo. La iglesia de Santa María de la Concepción, construida en el siglo XVIII, es la más importante de la ciudad. Además de una talla dieciochesca de la Virgen, da cobijo en su interior al Cristo de la Columna, escultura genovesa de gran interés artístico. Frente a la iglesia, se encuentra el ayuntamiento, bello ejemplo de arquitectura típica canaria. La capital de El Hierro sirve como antesala para descubrir la exuberante naturaleza de sus alrededores. En la villa se encuentra el Hospital Insular Nuestra Señora de los Reyes.

## Fiestas

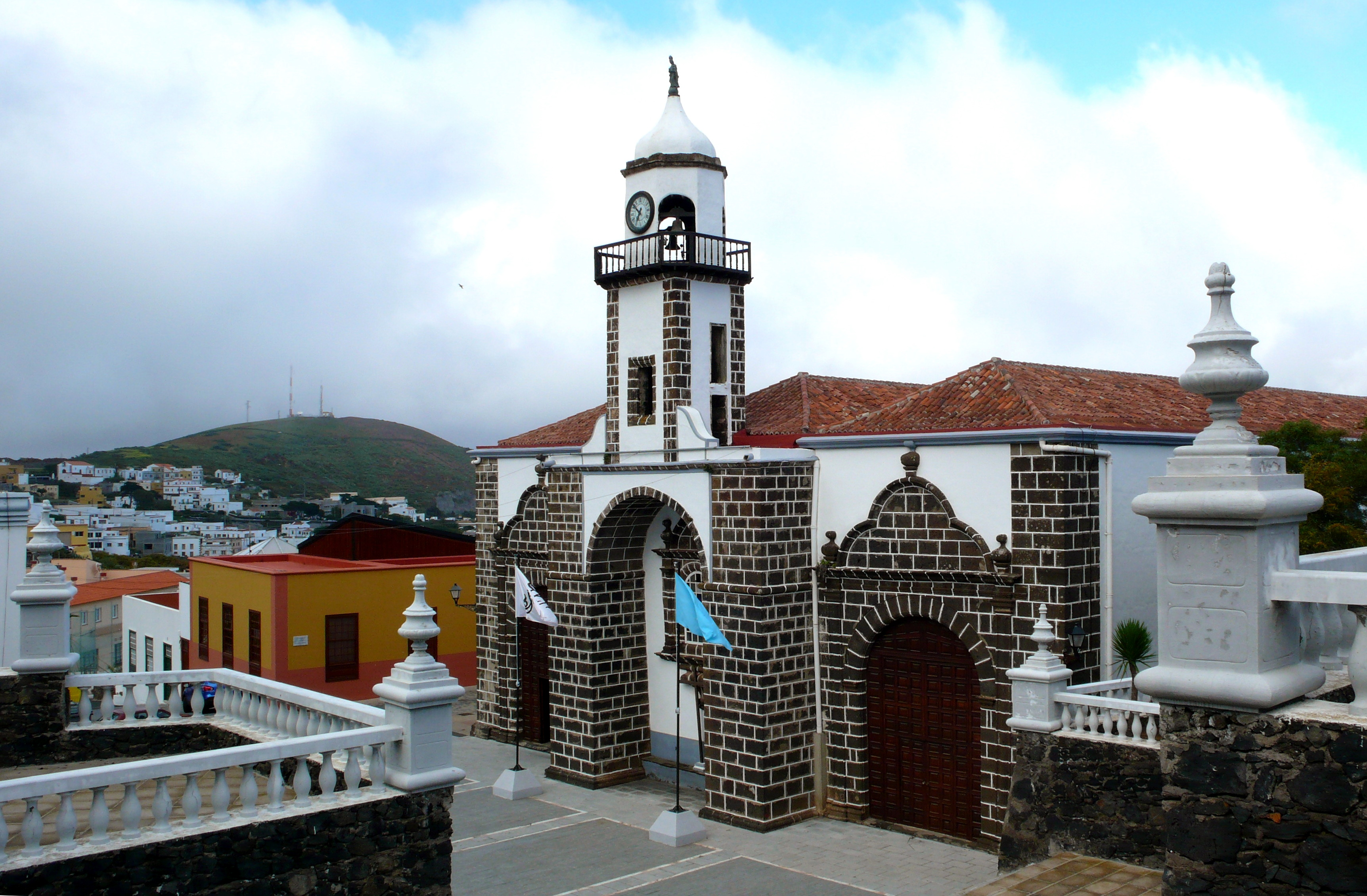
Exterior de la iglesia de Nuestra Señora de la Concepción, Valverde. Isla de El Hierro. Islas Canarias. España.

Cada cuatro años se celebra en la isla la bajada de la Virgen de los Reyes, patrona de la isla, baja en procesión acompañada de los bailarines hasta Valverde tras recorrer la isla de lado a lado. Esta fiesta popular dura un mes. Mientras la virgen está en la capital, permanece en la Iglesia de Nuestra Señora de la Concepción. Dentro de esta festividad se desarrollan varias procesiones por los distintos barrios de la capital, como son las fiestas del barrio de El Cabo y las fiestas del barrio de Tesine. Por otro lado se lleva a cabo una procesión que acerca a todos los habitantes de la isla a la capital en la que se lleva a la patrona de la isla por las principales calles capitalinas.
La festividad de San Isidro labrador se lleva a cabo en la Iglesia de Santiago. En esta festividad se lleva en procesión al santo por las calles de los alrededores del santuario. También se exhibe una gran variedad de animales, que durante la procesión serán bendecidos.
Otra de las festividades anuales más importantes de La Villa es la celebrada hacia la Inmaculada Concepción, en la que se saca de la parroquia en procesión por los alrededores de la iglesia y por la calle principal de La villa acompañada de la banda insular.

## Demografía
| 2000  | 2001  | 2002  | 2003  | 2004  | 2005  | 2006  | 2007  | 2008  | 2009  | 2010  |
| ----- | ----- | ----- | ----- | ----- | ----- | ----- | ----- | ----- | ----- | ----- |
| 1.346 | 1.579 | 1.651 | 1.583 | 1.634 | 1.677 | 1.666 | 1.657 | 1.639 | 1.674 | 1.691 |